# 14 mars aux Jeux paralympiques d'hiver de 2014
Pour un article plus général, voir Jeux paralympiques d'hiver de 2014.
Le vendredi 14 mars aux Jeux paralympiques d'hiver de 2014 est le septième et antépénultième jour de compétition.

## Programme
| Heure UTC+4 (Sotchi)                          |               |
| bleu                                          | Cérémonie     |
| neutre                                        | Épreuve       |
| or                                            | Finale        |
| orange                                        | Petite finale |
| rose                                          | Reporté       |
| gris                                          | Annulé        |
| Compétition masculine                         | Hommes        |
| Compétition féminine                          | Femmes        |
| Compétition mixte (hommes et femmes mélangés) | Mixte         |
| Compétition en couple (1 homme et 1 femme)    | Couple        |
| modifier                                      |               |

L'heure indiquée est celle de Sotchi, pour l'heure Française il faut enlever 3 heures.
| Horaire | Discipline Spécialité | Discipline Spécialité                         | Discipline Spécialité | Phase                             | Résultats                                                                          | Références |
| 09:30   |                       | Ski alpin Snowboard cross para debout         |                       | Finale                            | Evan Strong · Michael Shea (en) · Keith Gabel                                      | [ 1 ]      |
| 09:30   |                       | Ski alpin Snowboard cross para debout         |                       | Finale                            | Bibian Mentel-Spee · Cécile Hernandez-Cervellon · Amy Purdy                        | [ 1 ]      |
| 10:00   |                       | Biathlon 15 km assis                          |                       | Finale                            | Roman Petushkov · Grigory Murygin · Aleksandr Davidovich                           | [ 2 ]      |
| 10:20   |                       | Biathlon 12,5 km assis                        |                       | Finale                            | Svetlana Konovalova · Anja Wicker · Olena Iurkovska                                | [ 2 ]      |
| 12:30   |                       | Biathlon 12,5 km debout                       |                       | Finale                            | Oleksandra Kononova · Alena Kaoufman · Natalia Bratiuk                             | [ 2 ]      |
| 13:00   |                       | Hockey sur luge                               |                       | Manche de classement (places 7-8) | 2-0                                                                                |            |
| 13:58   |                       | Biathlon 15 km debout                         |                       | Finale                            | Grygorii Vovchynskyi · Nils-Erik Ulset · Kirill Mikhaylov                          | [ 2 ]      |
| 14:00   |                       | Ski alpin Super-G du Super combiné malvoyants |                       | Finale                            | Aleksandra Frantceva · Jade Etherington · Danelle Umstead                          | [ 1 ]      |
| 14:15   |                       | Ski alpin Super-G du Super combiné debout     |                       | Finale                            | Marie Bochet · Andrea Rothfuss · Stephanie Jallen                                  | [ 1 ]      |
| 14:40   |                       | Ski alpin Super-G du Super combiné assis      |                       | Finale                            | Anna Schaffelhuber · Anna-Lena Forster · non attribuée                             | [ 1 ]      |
| 14:55   |                       | Ski alpin Super-G du Super combiné malvoyants |                       | Finale                            | Valerii Redkozubov · Mark Bathum · Gabriel Juan Gorce Yepes                        | [ 1 ]      |
| 15:20   |                       | Ski alpin Super-G du Super combiné debout     |                       | Finale                            | Alexey Bugaev · Matthias Lanzinger · Toby Kane                                     | [ 1 ]      |
| 15:20   |                       | Biathlon 12,5 km malvoyants                   |                       | Finale                            | Iuliia Budaleeva · Mikhalina Lyssova · Oksana Shyshkova                            | [ 2 ]      |
| 15:25   |                       | Biathlon 15 km malvoyants                     |                       | Finale                            | Nikolay Polukhin · Anatolii Kovalevskyi · Vitaliy Lukyanenko · Stanislav Chokhalev | [ 2 ]      |
| 16:00   |                       | Ski alpin Super-G du Super combiné assis      |                       | Finale                            | Josh Dueck · Heath Calhoun · Roman Rabl                                            | [ 1 ]      |
| 20:00   |                       | Hockey sur luge                               |                       | Manche de classement (places 5-6) | 3-0                                                                                |            |

### Médailles du jour
| Rang  | Nation          | Or | Argent | Bronze | Total |
| ----- | --------------- | -- | ------ | ------ | ----- |
| 1     | Russie          | 7  | 3      | 4      | 14    |
| 2     | Ukraine         | 2  | 1      | 3      | 6     |
| 3     | États-Unis      | 1  | 3      | 4      | 8     |
| 4     | Allemagne       | 1  | 3      | 0      | 4     |
| 5     | France          | 1  | 1      | 0      | 2     |
| =6    | Pays-Bas        | 1  | 0      | 0      | 1     |
| =6    | Canada          | 1  | 0      | 0      | 1     |
| 8     | Autriche        | 0  | 1      | 1      | 2     |
| =9    | Norvège         | 0  | 1      | 0      | 1     |
| =9    | Grande-Bretagne | 0  | 1      | 0      | 1     |
| =11   | Espagne         | 0  | 0      | 1      | 1     |
| =11   | Australie       | 0  | 0      | 1      | 1     |
| Total | Total           | 12 | 12     | 12     | 36    |